# يوكو سوزوكي
يوكو سوزوكي (12 أغسطس 1989 في اليابان - ) (بالكانا:すずき ゆうこ) هي لاعبة كرة طائرة يابانية في مركز ضارب خارجي ‏.

## وصلات خارجية
- يوكو سوزوكي على موقع الدوري الياباني (سيدات) (اليابانية)
- يوكو سوزوكي على موقع الدوري الياباني (مؤرشف) (اليابانية)
- يوكو سوزوكي على موقع الدوري الياباني (مؤرشف) (اليابانية)